# 島津光久
島津光久（日语：／ Shimazu Mitsuhisa，1616年7月15日—1695年1月14日），日本江戶時代大名、薩摩藩第二代藩主。
光久是忠恒的長子，幼名虎壽丸。元服後取名忠元。1624年，被送往江戶當人質。1631年，接受德川家光的偏諱，改名光久；又接受江戶幕府賜予的松平姓，稱「松平薩摩守光久」。1637年島原之亂爆發，因父忠恒得病，代父出征。翌年繼藩主之位。
光久很重視財政和內政的發展，1640年，命家老島津久通前往長野（今鹿兒島縣薩摩郡薩摩町永野）開發金山。1643年在幕府干涉下停止了金山的開採，但於1656年繼續開採。
島津光久在任期間，正值江戶幕府發佈鎖國令的期間，薩摩藩喪失了對外貿易的利潤，轉而開採金山、開發新田，以振興藩內的產業。另一方面，他加強對琉球的剝削。光久在任期間還殺害了妹夫島津久章（分家新城島津家的當主）、島津久慶（擔任家老）二人，鞏固了自己的統治。光久死後，島津氏為了迴避這個不光彩的記錄，將二人的名字從家譜系圖中抹去。
1687年，島津光久讓位給孫子綱貴並隱居。1695年逝世。戒名寬陽院殿泰雲慈溫大居士，神號天大空泰雲雄命。
| 島津光久        |                                  |                 |
| 前任： 島津家久 | 島津氏第十九代當主 1638年—1687年 | 繼任： 島津綱貴 |
| 前任： 島津家久 | 薩摩藩第二代藩主 1638年—1687年   | 繼任： 島津綱貴 |